# Echte Beilwicke
Die Echte Beilwicke (Securigera securidaca) ist eine Pflanzenart aus der Gattung der Beilwicken (Securigera) in der Unterfamilie der Schmetterlingsblütler (Faboideae).

## Beschreibung

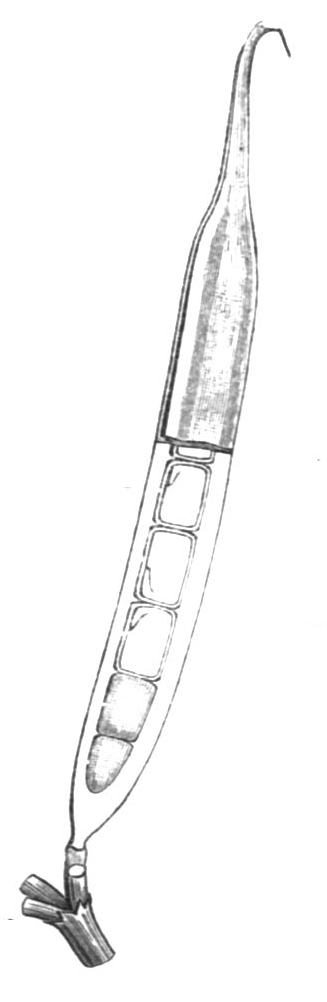
Illustration der Hülsenfrucht

### Vegetative Merkmale
Die Echte Beilwicke ist eine einjährige krautige Pflanze, die Wuchshöhen von 10 bis 50 Zentimetern erreicht. Sie ist aufrecht und nur spärlich behaart. Die Stängel sind kantig, mehr oder weniger behaart und wenig verzweigt. Die Blätter sind gestielt. Die gefiederten Blattspreiten bestehen aus 7 bis 17 länglichen bis verkehrt-eiförmigen, gestutzten bis eingebuchteten, feinstachelspitzigen und kahlen, sehr kurz gestielten, ganzrandigen Fiederblättchen. Die Fiederblättchen sind etwa 18 Millimeter lang und 10 Millimeter breit. Die lanzettlichen oder elliptischen Nebenblätter sind 2 bis 4 Millimeter lang.

### Generative Merkmale
Die Blütezeit reicht von April bis Juni. Fünf bis acht relativ lang gestielte Blüten sind in einem doldigen Blütenstand angeordnet. Die zwittrige Blüte ist zygomorph und fünfzählig mit doppelter Blütenhülle als typische Schmetterlingsblüte. Der Kelch ist zweilippig, die Oberlippe ist kürzer als die Unterlippe. Die goldgelbe Blütenkrone hat die typische Form einer Schmetterlingsblüte und ist 6 bis 12 Millimeter lang. Die Fahne ist viel länger als das am Ende nach oben gebogenen Schiffchen. Sie ist 8 bis 12 Millimeter lang und 5 bis 6,5 Millimeter breit. 
Die aufrechte, kahle bis behaarte Hülsenfrucht ist 5 bis 10 Zentimeter lang, schmal, flach dreikantig und ungegliedert. Am oberen Ende endet sie in einen 15 bis 30 Millimeter langen, an der Spitze gekrümmten Schnabel.
Die Chromosomenzahl beträgt 2n = 12.

## Vorkommen
Die Echte Beilwicke ist von Marokko und Spanien durch den Mittelmeerraum bis zum Kaukasusraum und dem Iran verbreitet.
Sie wächst auf Weideflächen, auf Kulturland und an Wegrändern.

## Taxonomie
Die Erstveröffentlichung erfolgte 1753 unter dem Namen (Basionym) Coronilla securidaca durch Carl von Linné in Species Plantarum, Tomus 2, S. 743. Das Epitheton "securidaca" war ein alter römischer Pflanzenname. Die Neukombination zu Securigera securidaca  (L.) Degen & Dörfl. wurde 1897 durch Árpád von Degen und Ignaz Dörfler in Beitrag zur Flora Albaniens und Macedoniens. Ergebnisse einer von I. Dörfler im Jahre 1893 unternommenen Reise. in Denkschriften der Kaiserlichen Akademie der Wissenschaften / Mathematisch-Naturwissenschaftliche Classe, Band 64, S. 718 veröffentlicht. Weitere Synonyme für Securigera securidaca  (L.) Degen & Dörfl.  sind: Bonaveria securidaca  (L.) Halácsy , Coronilla parviflora M.Bieb., Securigera legitima Gaertn., Securigera coronilla DC.

## Geschichte und Nutzung
Die alten Kräuterbücher rühmen das widerlich bitter schmeckende Kraut in Wein gesotten als magenstärkendes und purgierendes Mittel. Es war auch als Abortivum in Gebrauch.